# Karschia shigatse
Espèce
Karschia shigatse est une espèce de solifuges de la famille des Karschiidae.

## Distribution
Cette espèce est endémique du Tibet en Chine. Elle se rencontre dans le xian de Nyalam.

## Description
Le mâle holotype mesure 15,52 mm et la femelle paratype 24,17 mm.

## Systématique et taxinomie
Cette espèce a été décrite par Fan, Zhang et Zhang en 2024.

## Étymologie
Son nom d'espèce lui a été donné en référence au lieu de sa découverte, Shigatsé.

## Publication originale
- Fan, Zhang & Zhang, 2024 : « Review of the genus Karschia Walter, 1889 from Xizang, China (Solifugae, Karschiidae). » ZooKeys, vol. 1204, p. 155–190 (texte intégral).